# Yahya Boussakou
Yahya Boussakou (Den Haag, 4 maart 2000) is een Nederlands voetballer van Marokkaanse afkomst die als aanvaller voor Telstar speelt.

## Carrière
Yahya Boussakou speelde in de jeugd van HVV Laakkwartier, Haaglandia en ADO Den Haag, waar hij in 2017 zijn eerste contract tekende. In het seizoen 2017/18 zat hij eenmaal bij de selectie van het eerste elftal van ADO, maar debuteerde het seizoen erna. Dit was op 25 april 2019, in de met 3-1 gewonnen thuiswedstrijd tegen Excelsior. Hij kwam in de 88e minuut in het veld voor Sheraldo Becker. In het seizoen 2019/20 kwam hij met Jong ADO Den Haag uit in de Derde divisie Zondag. Boussakou was, hoewel hij nog onder contract stond bij ADO Den Haag, in december 2021 twee weken op proef bij FC Den Bosch voor een mogelijke huurperiode. Dit kwam er echter niet van. In 2022 vertrok hij transfervrij naar Telstar, waar hij een contract tekende tot medio 2024. Hier debuteerde hij op 19 augustus 2022, in de met 2-1 verloren uitwedstrijd tegen Willem II. Vanaf november 2022 werd hij een vaste waarde bij Telstar.

### Statistieken

#### Beloften
| Seizoen                   | Club              | Land            | Competitie         | Competitie | Competitie | Totaal | Totaal |
| Seizoen                   | Club              | Land            | Competitie         | Wed.       | Dlp.       | Wed.   | Dlp.   |
| ------------------------- | ----------------- | --------------- | ------------------ | ---------- | ---------- | ------ | ------ |
| 2019/20                   | Jong ADO Den Haag | Nederland       | Derde divisie Zon. | 12         | 4          | 12     | 4      |
| Totaal beloften           | Totaal beloften   | Totaal beloften | Totaal beloften    | 12         | 4          | 12     | 4      |
| Bijgewerkt op 9 juni 2023 |                   |                 |                    |            |            |        |        |

#### Senioren
| Seizoen                   | Club            | Land            | Competitie      | Competitie | Competitie | Beker | Beker | Totaal | Totaal |
| Seizoen                   | Club            | Land            | Competitie      | Wed.       | Dlp.       | Wed.  | Dlp.  | Wed.   | Dlp.   |
| ------------------------- | --------------- | --------------- | --------------- | ---------- | ---------- | ----- | ----- | ------ | ------ |
| 2017/18                   | ADO Den Haag    | Nederland       | Eredivisie      | 0          | 0          | 0     | 0     | 0      | 0      |
| 2018/19                   | ADO Den Haag    | Nederland       | Eredivisie      | 1          | 0          | 0     | 0     | 1      | 0      |
| 2019/20                   | ADO Den Haag    | Nederland       | Eredivisie      | 0          | 0          | 0     | 0     | 0      | 0      |
| 2020/21                   | ADO Den Haag    | Nederland       | Eredivisie      | 0          | 0          | 0     | 0     | 0      | 0      |
| 2021/22                   | ADO Den Haag    | Nederland       | Eerste divisie  | 4          | 0          | 0     | 0     | 4      | 0      |
| 2022/23                   | Telstar         | Nederland       | Eerste divisie  | 24         | 0          | 1     | 0     | 25     | 0      |
| Totaal senioren           | Totaal senioren | Totaal senioren | Totaal senioren | 29         | 0          | 1     | 0     | 30     | 0      |
| Carrièretotaal            | Carrièretotaal  | Carrièretotaal  | Carrièretotaal  | 41         | 4          | 1     | 0     | 42     | 4      |
| Bijgewerkt op 9 juni 2023 |                 |                 |                 |            |            |       |       |        |        |